# Rachael Bland
Rachael Bland, eigentlich Rachael Rebecca Hodges (* 21. Januar 1978 in Cardiff, Wales; † 5. September 2018 in Cheshire) war eine britische Journalistin, Moderatorin und Autorin.

## Leben und Werk
Rachael Bland wuchs in Cardiff in Wales auf. Nach ihrer Schulzeit studierte sie zuerst an der University of Wales und später an der University of Central Lancashire. Zunächst moderierte Bland bei Radio BBC. Danach war sie Anchorwoman in der Richard Bacons Show. Einem breiten Publikum bekannt wurde Bland als Nachrichtensprecherin bei BBC North West Tonight und später bei BBC World News, wo sie ab dem Jahr 2011 auch die Hauptmoderatorin war. Bland nahm ab 2010 mehrmals am London-Marathon teil.
Im September 2013 heiratete sie den Produzenten Steve Bland. Aus der Ehe ging ein Sohn, Freddie, hervor.
Im November 2016 wurde Brustkrebs bei Bland diagnostiziert, woraufhin sie beruflich zunächst kürzer trat. Im März 2018 startete Bland gemeinsam mit Deborah James und Lauren Mahon den Podcast You, Me and the Big C bei BBC Radio 5 Live. Die Idee dazu ging auf Rachael Bland und Deborah James zurück. Zudem sammelte sie auch Spenden für die Organisation Breast Cancer Care. Trotz mehrfacher und langwieriger medizinischer Behandlung gab Bland im April 2018 öffentlich bekannt, dass der Krebs sich in ihrem Körper weiter ausgebreitet habe und inzwischen unheilbar sei. Bland wurde ab da nur noch palliativmedizinisch betreut. Im Juni 2018 wurde ein Crowdfunding eingerichtet, um ihr einen Familienurlaub zu ermöglichen. 
Rachael Bland starb am 5. September 2018 im Alter von 40 Jahren im Kreise ihrer Familie.
Am 21. Februar 2019 wurden postum ihre Memoiren mit dem Titel For Freddie veröffentlicht.
Die Rockband The Killers widmete Bland im Jahr 2019 den Song A Dustland Fairytale.